# Index librorum prohibitorum

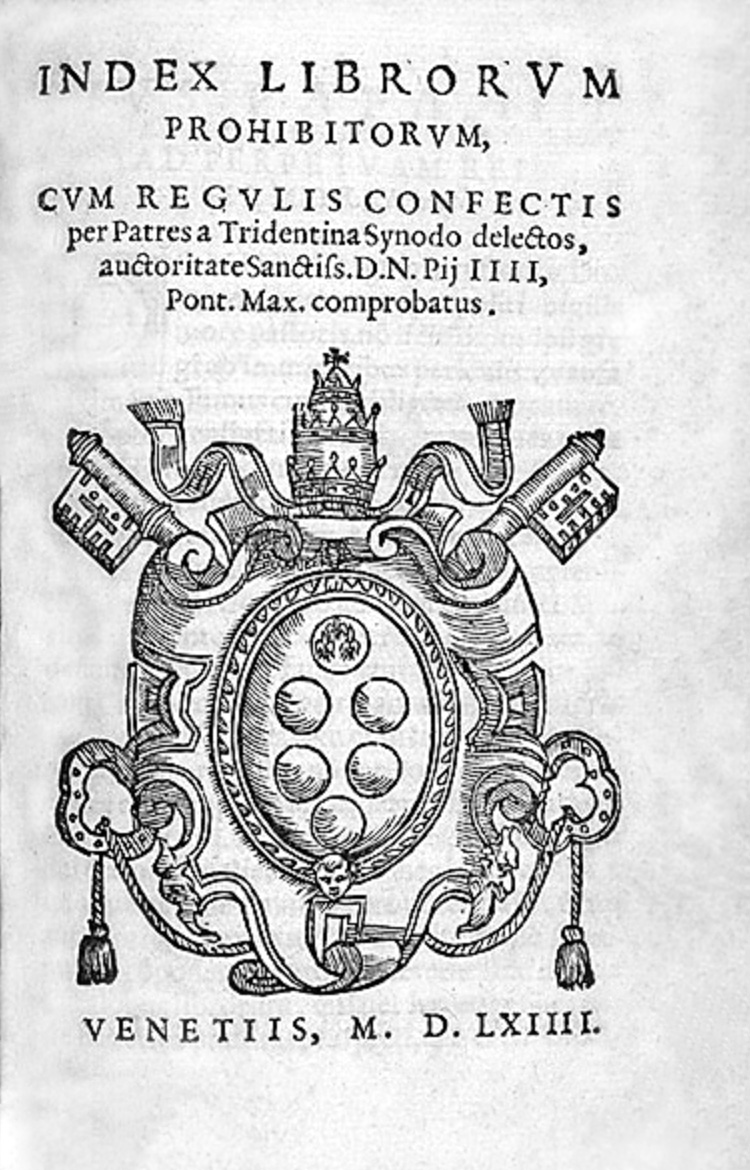
Portada de la primera edición del Index librorum prohibitorum, impreso en Venecia en 1564.

El Index librorum prohibitorum (en español, Índice de libros prohibidos) fue una lista de aquellas publicaciones que la Iglesia católica catalogó como heréticas, inmorales o perniciosas para la fe y que los católicos no estaban autorizados a leer. Además, establecía  las normas de la Iglesia respecto a la censura de los libros.
Fue promulgado por primera vez a petición del Concilio de Trento por el papa Pío IV el 24 de marzo de 1564 e impreso en Venecia por Paolo Manuzio. El Index conoció más de cuarenta ediciones, a cargo de la Congregación del Índice, creada por Pío V en 1571. La última edición fue la de 1948 hasta que el 8 de febrero de 1966 Pablo VI lo suprimió.

## Orígenes
En 1515 el Papa León X estableció la censura previa para toda la cristiandad latina, siguiendo lo acordado en el V Concilio de Letrán que dictó la prohibición de imprimir libros sin la autorización del obispo. Esta orden fue aplicada especialmente cuando se produjo la ruptura de la cristiandad occidental con motivo de la difusión de la Reforma protestante que halló en la imprenta un formidable aliado. Así en 1523 Carlos V prohibió la difusión de las obras de Martin Lutero en todos sus dominios, incluida la Monarquía Hispánica y el Imperio Germánico, lo que sería ratificado al año siguiente para todo el orbe católico por el papa Clemente VII.
En este contexto de crisis religiosa y política algunas autoridades e instituciones católicas —fieles a la ortodoxia romana y papal frente a los protestantes, partidarios de las ideas de Lutero y de otros reformadores— confeccionaron listas o «índices» de libros prohibidos por ser considerados heréticos. El primer «índice» lo ordenó el rey de Inglaterra Enrique VIII y fue publicado en 1529 —antes de su ruptura con Roma—. Carlos V encargó esta tarea a la Universidad de Lovaina, que hizo pública su lista de libros prohibidos en 1546 — la Sorbona de París había publicado su índice en 1544—. En 1551 la Inquisición española adoptó como propio el índice de Lovaina, y lo editó, con un apéndice dedicado a los libros escritos en castellano, naciendo así el primer Índice de libros prohibidos de la Inquisición española.
En 1559 el Papa Paulo IV promulgó el Index librorum prohibitorum de la Inquisición romana, pero el que abarcaba todo el ámbito de la Cristiandad católica fue promulgado a petición del Concilio de Trento por el Papa Pío IV el 24 de marzo de 1564.

## Ediciones
Para el mantenimiento del Index después de la primera edición se instituyó en 1571 la Sagrada Congregación del Índice, que produjo numerosas ediciones a lo largo de los cuatro siglos siguientes, cuando se produjo su suspensión, en 1966. 

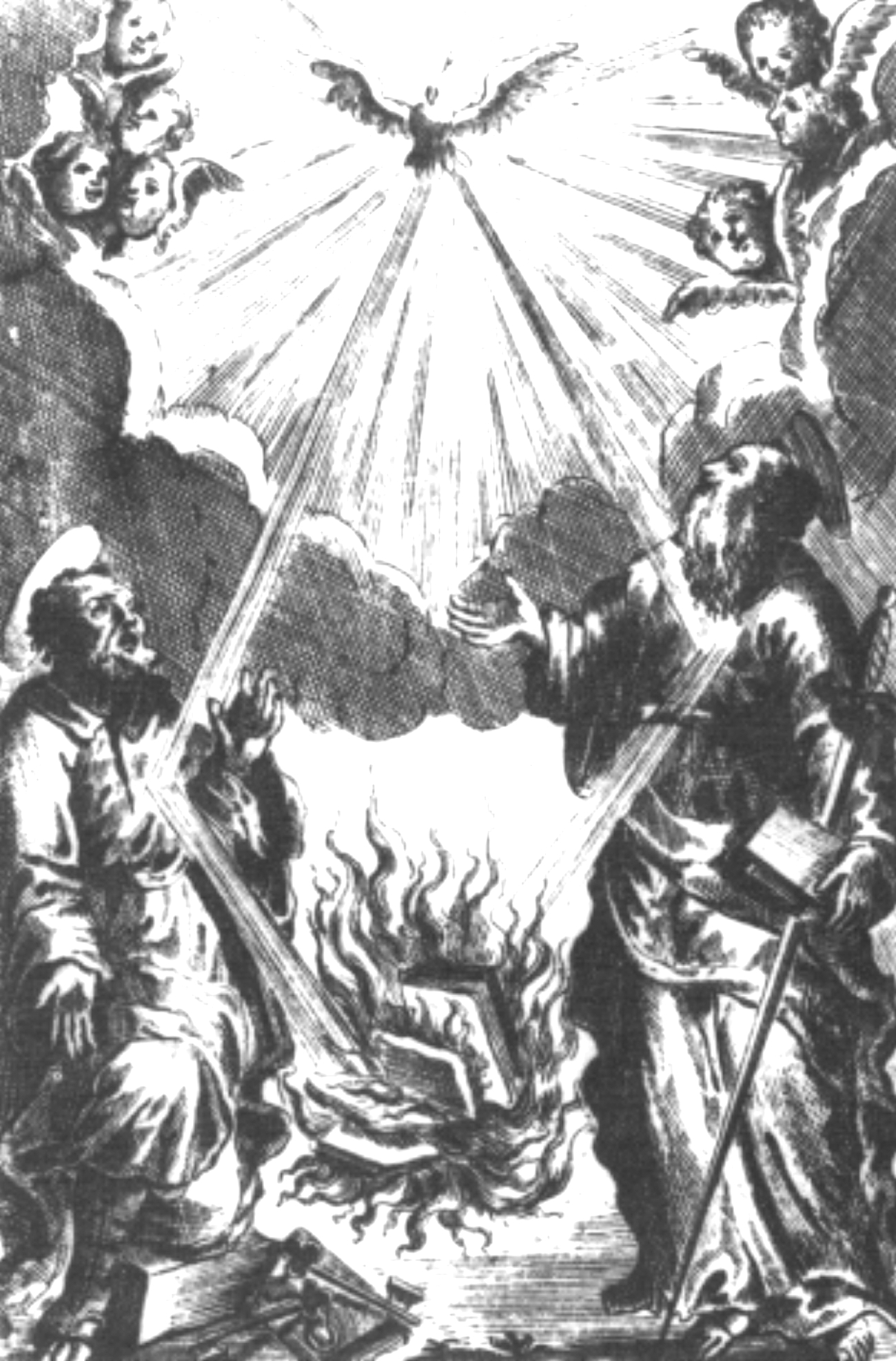
Ilustración publicada por la Congregación del Índice en el Index (edición de 1711), en la que se representa al Espíritu Santo quemando libros prohibidos mediante la emanación de un haz sobrenatural que se refleja en el cuerpo de San Pedro y San Pablo.

## Contenido
El Índice se nutrió con materiales que se fueron agregando tanto por la Congregación como por el papa de turno. Otras congregaciones, como el Santo Oficio, pasaban a la anterior sus propias correcciones, para que las incorporara. Al final, la lista debía ser aprobada por el papa, que podía indultar a algún autor o añadir otro, como ocurrió en el caso de Félicité Robert de Lamennais. Durante la mayor parte de su existencia, la Congregación examinó y censuró los libros que eran denunciados por alguien; a partir de la reforma de 1908 por Pío X, la Congregación del Índice tenía la obligación de examinar de oficio los libros publicados y dictaminar cuáles debían ser prohibidos.
El Index contenía tanto nombres de autores, cuyas obras estaban prohibidas en su totalidad, como obras aisladas de otros autores o anónimas y también un detallado repertorio de los capítulos. 
La lista incluyó a autores literarios como François Rabelais (obra completa) o Jean de La Fontaine (Contes et nouvelles), pensadores como René Descartes o Montesquieu y científicos o protocientíficos como Giordano Bruno, Conrad Gessner o Copérnico. Este último entró en la lista como consecuencia del proceso de la Inquisición contra Galileo, por un decreto de la Congregación General del Índice de 5 de marzo de 1616, que obligaba expurgar ciertos pasajes, incompatibles con la fe, que mostraban como seguro que la Tierra se mueve en torno a un Sol inmóvil (teoría heliocéntrica). Las enmiendas fueron publicadas en 1620, pero la obra de Copérnico (De revolutionibus orbium coelestium) no salió del Index hasta 1835. Johannes Kepler, que defendió en 1618 el heliocentrismo de Copérnico, fue a su vez incluido en el Índice.
La trigésima segunda edición, de 1948, última publicada, contenía aproximadamente 4.000 títulos censurados por varias razones: herejía, deficiencia moral, sexualidad, ideas políticas, entre otras. La lista incluía junto a una parte de la lista histórica, buena parte de los novelistas del siglo XIX, como Zola o Balzac, cuyas obras estaban prohibidas al completo, o Victor Hugo, del que la obra Los miserables no fue retirada hasta 1959. Entre los pensadores se encuentran Michel de Montaigne (los Ensayos), Descartes (varias obras, incluidas las Meditaciones metafísicas), Pascal (Pensées), Montesquieu (Cartas persas), Spinoza (Opera posthuma publicada en 1677, que contenía no solamente su Tratado teológico-político, sino también su Ética y su Tratado político, entre otros), David Hume, Kant (Crítica de la razón pura), Beccaria (De los delitos y las penas), George Berkeley, Nicolas de Condorcet (Esquisse d'un tableau historique des progrès de l'esprit humain), o Jeremy Bentham. Algunos autores modernos fueron también incluidos en la lista antes de su abolición, por ejemplo, Maurice Maeterlinck, cuyas obras fueron prohibidas íntegramente, lo mismo que las de los autores siguientes: Anatole France (incluido en 1922), André Gide (1952) o Jean Paul Sartre (1959). Otra inclusión significativa es la del sexólogo neerlandés Theodoor Hendrik van de Velde, autor del manual de sexo El matrimonio perfecto, en el que se animaba a los matrimonios a disfrutar del sexo.
Los autores notables por su ateísmo, como Schopenhauer, Marx o Nietzsche, o por su hostilidad a la Iglesia católica no figuraron en el Índice, puesto que tales lecturas están prohibidas ipso facto. Se incluye, más bien, a aquellos autores y obras de posiciones intermedias pero consideradas contrarias a la doctrina de la Iglesia por la Congregación, como Erasmo de Róterdam, Michel de Montaigne, La evolución creadora, de Henri Bergson o, por ejemplo, las actas del Congrès d'histoire du christianisme (Congreso de historia del cristianismo) de 1933. Llama la atención que no aparezca mencionado un autor como Voltaire ni su obra Cándido.
Algunos de los títulos integraron este índice por tener un contenido político definido: en 1926, la revista Action française, que defendía causas de extrema derecha, fue puesta en la lista, permaneciendo en la misma hasta julio de 1939 en que —al inicio del pontificado de Pío XII— se levantó la condena.
Los efectos de este índice se sintieron por todos lados, más allá del mundo católico. Durante muchos años, en lugares como Quebec (Canadá), España, Italia y Polonia (territorios católicos), fue muy difícil encontrar copias de estos libros, especialmente fuera de las grandes ciudades.

### Final delIndex
Después del Concilio Vaticano II, a finales de 1965, el motu proprio Integrae servandae de Pablo VI reorganizó el Santo Oficio, convirtiéndolo en Congregación para la Doctrina de la Fe, sin mencionar el Índice entre sus competencias. Una notificación de 14 de junio de 1966 anunció que no habría nuevas ediciones, y aunque el Índice «seguía siendo moralmente vinculante, a la luz de las exigencias de la ley natural, en la medida en que advierte a la conciencia de los cristianos de que esté en guardia frente a aquellos escritos que pueden poner en peligro la fe y la moral». Al mismo tiempo, se declara que ya no tiene la fuerza del Derecho Canónico para forzar con penas como la excomunión o la prohibición.
La Santa Sede, por otra parte, ha hecho públicas nuevas regulaciones acerca de libros, escritura y medios de difusión, que incluyó en dos artículos del actual Código de Derecho Canónico:

831
1—Sin causa justa y razonable, no escriban nada los fieles en periódicos, folletos o revistas que, de modo manifiesto, suelen atacar a la religión católica o las buenas costumbres; los clérigos y los miembros de institutos religiosos sólo pueden hacerlo con licencia del Ordinario del lugar.
2—Compete a la Conferencia Episcopal dar normas acerca de los requisitos necesarios para que clérigos o miembros de institutos religiosos puedan tomar parte en emisiones de radio o de televisión en las que se trate de cuestiones referentes a la doctrina católica o a las costumbres.
832
Los miembros de institutos religiosos necesitan también licencia de su Superior mayor, conforme a la norma de las constituciones, para publicar escritos que se refieran a cuestiones de religión o de costumbres.

## Autores u obras prohibidas

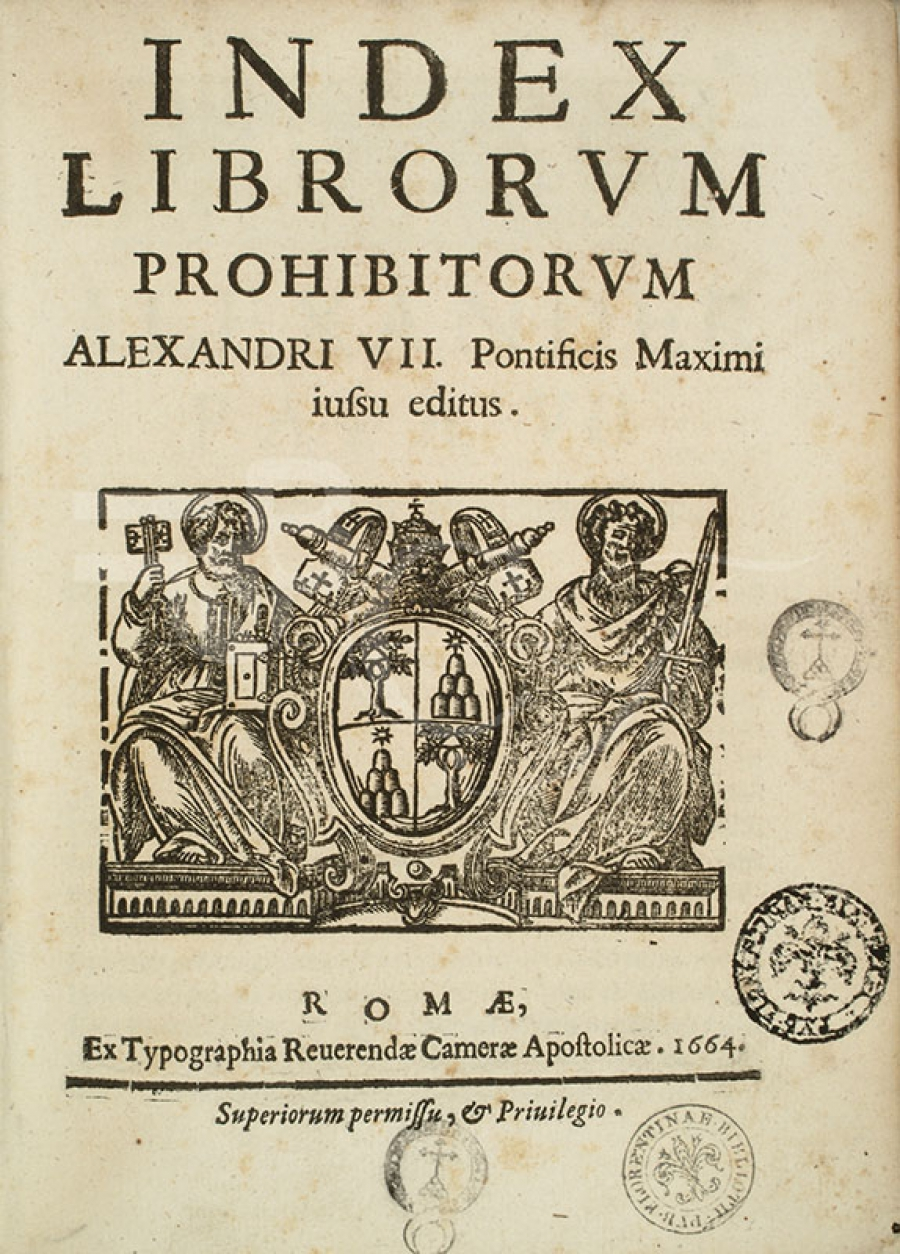
Edición del Índice del papa Alejandro VII de 1664.

En el Index aparecían tres listas que agrupaban:
- Todas las obras y escritos de un autor prohibido.
- Libros específicos de un autor prohibido.
- Escritos específicos de un autor incierto.

Algunos autores notables cuya obra completa integraba la lista son los siguientes: 
- Erasmo de Róterdam (1536)[8]
- François Rabelais y Nicolás Maquiavelo (1559)[9]
- Giordano Bruno (1600)
- Thomas Hobbes (1649-1703)
- Gregorio Leti (1667)
- David Hume (1761-1872)
- Denis Diderot (1804)
- Honoré de Balzac (1841)
- Vincenzo Gioberti (1849)
- Pierre-Joseph Proudhon (1852)
- Émile Zola (1894-1898)
- Henri Bergson (1914)
- Maurice Maeterlinck (1914)
- Anatole France (1922)
- Jean-Paul Sartre (1948)
- André Gide (1952)
- Alberto Moravia (1952)

Entre los libros específicos se encontraban:
- De Monarchia de Dante Alighieri (1585-1881)
- De revolutionibus orbium coelestium de Nicolás Copérnico (1616-1835)
- In Job commentaria de Diego de Zúñiga (1616)
- Diálogos sobre los dos máximos sistemas del mundo de Galileo Galilei (1633-1822)
- Religio Medici de Thomas Browne (1645)
- Lettres provinciales de Blaise Pascal (1657)
- Meditaciones metafísicas, Las pasiones del alma y Los libros filosóficos de René Descartes (1663)
- De dignitate et augmentis scientiarum: libri IX de Francis Bacon (1668)[10]
- Ensayos de Michel de Montaigne (1676)
- Tratado teológico-político y Opera posthuma de Baruch Spinoza (1679)
- Tratado talmúdico sobre la idolatría de la Mishné Torá de Maimónides, con notas de Dionysius Vossius (1717)
- Ensayo sobre el entendimiento humano de John Locke (1734)
- Pamela o la virtud recompensada de Samuel Richardson (1740)
- Cartas persas y El espíritu de las leyes de Montesquieu (1751 y 1762)
- La Encyclopédie ou Dictionnaire raisonné des sciences, des arts et des métiers de Diderot y d'Alembert (1757)
- El paraíso perdido de John Milton (1758)
- Emilio, o De la educación, El contrato social y Julia, o la nueva Eloísa de Jean-Jacques Rousseau (1762, 1766 y 1806)
- Historia de la decadencia y caída del Imperio romano de Edward Gibbon (1783)
- Pensées de Blaise Pascal, con notas de Voltaire (1789)
- Jacques el fatalista de Denis Diderot (1804)
- Viaje sentimental por Francia e Italia de Laurence Sterne (1819)
- Crítica de la razón pura de Immanuel Kant (1827)
- Historia de mi vida de Giacomo Casanova (1834)
- De l'Allemagne de Heinrich Heine (1836)
- Los Papas romanos, su Iglesia y su Estado en los siglos XVI y XVII de Leopold von Ranke (1837)
- Las novelas de George Sand (1840)
- Rojo y negro de Stendhal (1848)
- Principios de economía política de John Stuart Mill (1856)
- Algunas obras de Alexandre Dumas (padre) (1863)
- Cours de philosophie positive de Auguste Comte (1864)
- Los miserables y Nuestra Señora de París de Victor Hugo (1834–1869)
- Varias obras de Alexandre Dumas (hijo) (todas sus novelas románticas en 1863 y La question du divorce en 1880)[10]
- Madame Bovary y Salambó de Gustave Flaubert (1864)
- El Grand Dictionnaire universel du XIXe siècle de Pierre Larousse (1873)
- Vida de Jesús de Ernest Renan (1896)
- Justine o los infortunios de la virtud y Juliette o las prosperidades del vicio del Marqués de Sade
- Science de l'homme de Claude Henri Saint-Simon
- Prólogo de Emilio Castelar a la Historia general de la masonería de G. Danton
- Las novelas de Gabriele D'Annunzio (en 1911)
- Het volkomen huwelijk (El matrimonio perfecto), 1926 de Theodoor Hendrik van de Velde traducido al inglés, alemán, francés
- La última tentación de Cristo de Nikos Kazantzakis (1953)
- El segundo sexo y Los mandarines de Simone de Beauvoir (1956)

## El Edicto Prohibitorio
Parte de la ayuda que influenció la creación del Index es la del nacimiento del Edicto Prohibitorio, un documento emitido por la Santa Inquisición con el principal objetivo de censurar, recoger o prohibir ciertos textos que fuesen catalogados como perjudiciales para la corona y/o la religión, esto con la finalidad de mantener intacta la moral del pueblo y evitar todo contacto con la herejía. Dado que el libro era el principal medio de difusión de información, por medio de los edictos, estos eran regulados por la institución con una mayor eficacia.
Cada edicto constaba de un listado de libros que, de acuerdo con ciertas características, se les condenaba, en el mejor de los casos, a una censura leve, o a la prohibición total, dándole derecho a la Inquisición de guardar o destruir el libro condenado así como de enjuiciar a su editor y/o escritor si se consideraba oportuno.
Este tipo de edicto también funciona como un registro de los libros existentes, según Gómez Álvarez y Tovar de Teresa, son un inventario de los libros con los que se contaban en esa época, aunque muchos de los libros que hay dentro de los listados ya son completamente legales para leer e incluso ya son clásicos de la literatura actual.

### Estructura del Edicto
Primero se comenzaba con un encabezado que hacía alusión a los inquisidores reunidos para el edicto, especificando los motivos generales de la prohibición de los libros que están por mencionar y a qué territorios afectaría tal edicto. En segundo lugar se escribía una lista de libros “prohibidos in totum aún con licencia”, esto es, los libros que estaba absolutamente prohibido no solo leerlos, sino también poseerlos, pues eran considerados los más peligrosos. Seguido venían los “prohibidos in totum para los que no tienen licencia”, o sea, libros igual de penados pero con la diferencia de que ciertas personas autorizadas por la Inquisición podían acceder a ellos.
Después seguían los “mandados a recoger”, ello implicaba que los libros ahí listados eran sospechosos de herejía, así que serían decomisados en lo que el tribunal los examinaba, y tras terminar este proceso, se dictaminaría si era conveniente que siguieran en circulación o no. Por último, se enlistaban los títulos “mandados a expurgar”, estos eran considerados los libros de menor riesgo, pues solo requerían censuras pequeñas en ciertos párrafos, de hecho, el mismo editor del libro podía hacer el expurgo con la condición de que se lo mostrara posteriormente al inquisidor.
Posteriormente, no quedaba más que publicarlo, para este fin, el edicto se imprimía en formato muy grande que sería difundido por todas partes, pegándolo en las puertas de las iglesias de ciudades principales, villas y pueblos. No obstante, se piensa que poca gente los leía, pues su letra era tan pequeña que incluso hoy, para nuestros días, resulta complicado leerlos

## Diversos motivos para la prohibición
Aunque se deja bien en claro que la herejía es el motivo principal, esta puede venir justificada de variadas formas, pues de fondo era la excusa que el Santo Oficio necesitaba para resguardar sus intereses.
- Temas amorales que solo buscan perturbar el espíritu y que van en contra de la decencia (usualmente se trataba de novelas románticas, satíricas, obras con contenido pornográfico e incluso tragedias).
- Libros que predicaran ideas revolucionarias.[14]

En el caso de la Nueva España, este tipo de textos eran los más dispersados entre las bibliotecas personales y, por ende, los más escondidos entre la población. La pena para quien violara esta ley era la excomunión latae sententiae

## Influencia en los territorios españoles

### Nueva España
Para saber que un libro estaba prohibido, en Nueva España era más común seguir los documentos emitidos por España (tanto el Index como los edictos), pero conforme fue pasando el tiempo y la sociedad se adaptó a su propio contexto, la inquisición novohispana poco a poco se vio en la necesidad de emitir sus propios documentos de acuerdo con sus necesidades, sobre todo cuando se comenzaron a gestar las ideas revolucionarias de independencia. A diferencia de los edictos ibéricos, los edictos novohispanos tienen la peculiaridad de que explican de manera específica los motivos por los cuales un texto en particular debe ser prohibido o censurado.

#### Difusión de los libros prohibidos
Para que las ideas revolucionarias nacidas en Francia con la Ilustración llegaran al Nuevo Mundo, era necesaria su difusión a través de los libros, y aunque desde el siglo XVII la Corona española se había preocupado por vigilar y examinar lo mejor posible cada libro y cada cargamento que partía para América, el contrabando de libros sirvió como herramienta de difusión.
Otro factor importante fue la impresión: cuantos más ejemplares se imprimieran, mejor podía resultar la propagación del texto. Para este fin, muchas imprentas hacían este trabajo de forma clandestina.
Las bibliotecas particulares también jugaron un papel importante dentro de la difusión. Las bibliotecas personales eran examinadas por los inquisidores una vez que el dueño fallecía; en ellas se han encontrado una extensa variedad de temas, siendo el religioso el menos común, pero se puede observar una gran tendencia a la laicización, y esas bibliotecas pertenecían a personas de diferentes estratos, desde comerciantes hasta políticos, por lo que no solo se deja entrever la cultura de esta gente, sino también el hecho de que, en realidad, se leía mucho más de lo que se creía.
Si el inquisidor encontraba en estas bibliotecas algún título prohibido, era inmediatamente decomisado y el resto era vendido al público.